# Wacom
A Wacom Co., Ltd. (株式会社ワコム ou Kabushiki-gaisha Wakom em japonês) é uma empresa japonesa que produz mesas digitalizadoras e produtos relacionados. Sua sede está localizada em Otone, Saitama, Japão. É uma das maiores fabricantes de mesas digitalizadoras do mundo e goza de grande popularidade entre artistas, designers gráficos, arquitetos e cartunistas. Os tabletes gráficos da Wacom utilizam-se de um stylus sem fio e sem bateria, permitindo maior liberdade de movimentos. Além de fabricar e vender as mesas digitalizadoras em separado, a Wacom também fornece o software gráfico usado em muitos tablet PCs, denominado "Penabled Technology".